# Idrætsparken
Idrætsparken – nieistniejący wielofunkcyjny obiekt sportowy w stolicy Danii, Kopenhadze. 
Został otwarty 25 maja 1911 roku. Pojemność stadionu to 52 377 miejsc. Na stadionie swoje mecze domowe rozgrywał miejscowy klub Kjøbenhavns Boldklub.
W 1990 został wyburzony i na tym miejscu wybudowano w 1992 nowy stadion Parken.
W latach 1911–1990 na stadionie Idrætsparken reprezentacja Danii rozegrała 232 mecze,  125 zwyciężając i 66 przegrywając.